# Wladimir Nailjewitsch Malachow
Wladimir Nailjewitsch Malachow (russisch Владимир Наильевич Малахов, beim Weltschachbund FIDE Vladimir Malachow; * 27. November 1980 in Iwanowo) ist ein russischer Großmeister im Schach. Seit Mai 2022 tritt er unter der Flagge der FIDE an.

## Werdegang
Malachows Schachkarriere begann Anfang der 1990er Jahre: 1992 wurde er Zweiter bei den Jugendweltmeisterschaften der unter 12-Jährigen (U12) in Duisburg, im Jahr darauf gewann er den U14-Weltmeistertitel in Bratislava.
An den Schachweltmeisterschaften des Weltverbandes FIDE nahm er in den Jahren 2002 und 2004 teil, die Turniere wurden im K.-o.-System ausgetragen, Malachow scheiterte jeweils in der zweiten Runde. Einen großen Erfolg konnte Malachow im Jahr 2003 verbuchen, bei den Europameisterschaften in Istanbul gewann er die Silbermedaille, einen halben Punkt hinter dem Sieger Surab Asmaiparaschwili. Die Partie dieser beiden Kontrahenten in der neunten Runde sorgte für Aufregung: Asmaiparaschwili verwechselte im Mittelspiel die Reihenfolge seiner geplanten Züge, was ihn einen ganzen Turm gekostet hätte, nahm entgegen den Schachregeln den Fehlzug zurück und gewann die Partie später im Endspiel. Malachow protestierte während der Partie nicht gegen die Rücknahme des Zuges.
Einen weiteren Erfolg konnte er beim Schach-Weltpokal 2005 im sibirischen Chanty-Mansijsk erzielen, zwar scheiterte er in der vierten Runde an Michail Gurewitsch, konnte sich aber in den Platzierungsspielen auf dem elften Rang behaupten. Diese Platzierung sicherte Malachow als Nachrücker die Qualifikation für das Kandidatenturnier 2007 in Elista, nachdem Garri Kasparow (Rückzug vom aktiven Schach) und Wladimir Kramnik auf die Teilnahme verzichtet hatten. In diesem Kandidatenturnier wurden – in Zweikämpfen über sechs Partien – von 16 Spielern vier Teilnehmer für die Schachweltmeisterschaft 2007 in Mexiko-Stadt ermittelt. Malachow scheiterte in der ersten Runde an seinem Landsmann Alexander Grischtschuk mit einem Matchergebnis von 1,5:3,5 (+0 =3 −2) nach fünf Partien. 2009 wurde er Europameister im Schnellschach. 2011 wurde er mit dem Ehrentitel Verdienter Meister des Sports Russlands ausgezeichnet.
Auch 2007, 2009 und 2011 und 2013 nahm Malachow am Schach-Weltpokal teil, sein größter Erfolg war der Einzug ins Halbfinale 2009.

## Nationalmannschaft
Malachow erreichte mit der russischen Nationalmannschaft bei der Schacholympiade 2010 den zweiten Platz und gewann die Mannschaftsweltmeisterschaft 2010.

## Vereine
In der russischen Mannschaftsmeisterschaft spielte Malachow von 2001 bis 2004 für Norilski Nikel Norilsk, mit denen er viermal in Folge Vizemeister wurde und außerdem 2001 den European Club Cup gewann, 2005 für die Schachföderation Moskau, 2006 bis 2009 für Ural Jekaterinburg, mit denen er 2006 und 2008 Meister wurde sowie 2008 den European Club Cup gewann, 2010 bis 2012 für Jugra Chanty-Mansijsk und seit 2013 für die Mannschaft von Malachit Oblast Swerdlowsk, mit der er 2014 Meister wurde. In der chinesischen Mannschaftsmeisterschaft spielte er von 2008 bis 2010 für Zhejiang, 2011 für Chengdu Bank und seit 2012 für die Mannschaft der Tianjin Nankai University, mit der er 2013 Meister wurde. In der Schweizer Bundesliga spielte er von 2012 bis 2014 für den Schachklub Réti Zürich und wurde mit diesem 2013 und 2014 Schweizer Gruppenmeister. In der französischen Top 16 spielte er 2004 und 2006 für C.E.M.C. Monaco, 2017 für den Club de Tremblay-en-France und 2019 für Metz Fischer. In der spanischen Mannschaftsmeisterschaft spielte Malachow 2004 und 2007 für CA Intel-Tiendas UPI Mancha Real, mit denen er 2004 Meister wurde, 2005 und 2009 für CA Reverté Albox, mit denen er 2005 Meister wurde. In Deutschland spielt er seit der Saison 2016/17 beim SC Viernheim, zunächst in der 2. Bundesliga, seit 2018 in der 1. Bundesliga.